# Verb defectiu
En morfologia, un verb defectiu és un verb el paradigma flexiu o conjugació del qual manca d'algun temps, mode o persona (o diverses d'aquestes) en la seva conjugació regular.

## Exemples
- En català els verbs defectius són: caldre, dar, haver-hi, lleure, soler i els verbs de fenòmens meteorològics (ploure, nevar, etc.)[1]
- En castellà són els següents: abolir, adir, acaecer, aguerrir, atañer, balbucir, blandir, concernir, desabrir, empedernir, fallir, garantir, guarnir, incoar, tomar, soler i usucapir.
- En llatí hi ha coepi / coepisse ("haver començat"), aio / aere ("afirmar"), memini / meminisse ("haver recordat").
- En anglès alguns auxiliars no tenen formes específiques per a passat o futur, com per exemple can ("poder", no té forma de futur) o must ("deure", no té forma de passat).

## Causes de la defectivitat
Les raons per les quals un verb és defectiu poden ser diverses: des de raons totalment contingents fins a basades en raons semàntiques.
Algunes llengües conserven com arcaismes algunes formes de cert verb, però deixen de ser productives altres formes, deixant un paradigma defectiu. A vegades els paradigmes defectius són la causa que existeixin verbs de conjugació heteròclits.